# بخش نووئه دو خولیو (ریو نگرو)
بخش نووئه دو خولیو (به اسپانیایی: Departamento Nueve de Julio) یک منطقهٔ مسکونی در آرژانتین است که در استان ریو نگرو، آرژانتین واقع شده‌است. بخش نووئه دو خولیو ۲۵٬۵۹۷ کیلومتر مربع مساحت و ۳٬۴۷۱ نفر جمعیت دارد.